# Elise Mertens
Elise Mertens (Lovaina, 17 de noviembre de 1995) es una jugadora de tenis belga.
Su mejor clasificación en la WTA ha sido la 12.ª jugadora del mundo, alcanzado en noviembre de 2018. En el circuito de dobles ha llegado a ser la 1.ª jugadora mundial, en mayo de 2021.
Hasta la fecha, ha ganado 10 títulos individuales y 21 de dobles del circuito WTA además de 12 individuales y 14 títulos de dobles en el circuito ITF.

## Torneos de Grand Slam

### Dobles

#### Títulos (5)
| Año  | Torneo               | Pareja               | Oponentes en la final                 | Resultado     |
| 2019 | Abierto de EE. UU.   | Aryna Sabalenka      | Victoria Azarenka Ashleigh Barty      | 7-5, 7-5      |
| 2021 | Abierto de Australia | Aryna Sabalenka      | Barbora Krejčíková Kateřina Siniaková | 6-2, 6-3      |
| 2021 | Wimbledon            | Su-Wei Hsieh         | Veronika Kudermétova Elena Vesnina    | 3-6, 7-5, 9-7 |
| 2024 | Abierto de Australia | Su-wei Hsieh         | Lyudmyla Kichenok Jeļena Ostapenko    | 6-1, 7-5      |
| 2025 | Wimbledon            | Veronika Kudermétova | Jeļena Ostapenko Su-Wei Hsieh         | 3-6, 6-2, 6-4 |

#### Finalista (2)
| Año  | Torneo    | Pareja        | Oponentes en la final                 | Resultado |
| 2022 | Wimbledon | Shuai Zhang   | Barbora Krejčíková Kateřina Siniaková | 2-6, 4-6  |
| 2023 | Wimbledon | Storm Sanders | Su-Wei Hsieh Barbora Strýcová         | 5-7, 4-6  |

## Títulos WTA (32; 10+22)

### Individual (10)
| Leyenda                                |
| -------------------------------------- |
| Grand Slam (0)                         |
| Juegos Olímpicos (0)                   |
| WTA Finals (0)                         |
| P. Mandatory & Premier 5, WTA 1000 (0) |
| Premier, WTA 500 (3)                   |
| International, WTA 250 (7)             |

| N.º | Fecha                 | Torneos          | Superficie    | Oponente en la final | Resultado     |
| --- | --------------------- | ---------------- | ------------- | -------------------- | ------------- |
| 1.  | 14 de enero de 2017   | Hobart           | Dura          | Monica Niculescu     | 6-3, 6-1      |
| 2.  | 13 de enero de 2018   | Hobart           | Dura          | Mihaela Buzărnescu   | 6-1, 4-6, 6-3 |
| 3.  | 15 de abril de 2018   | Lugano           | Tierra batida | Aryna Sabalenka      | 7-5, 6-2      |
| 4.  | 5 de mayo de 2018     | Rabat            | Tierra batida | Ajla Tomljanović     | 6-2, 7-6(4)   |
| 5.  | 16 de febrero de 2019 | Doha             | Dura          | Simona Halep         | 3-6, 6-4, 6-3 |
| 6.  | 7 de febrero de 2021  | Melbourne I      | Dura          | Kaia Kanepi          | 6-4, 6-1      |
| 7.  | 9 de octubre de 2022  | Monastir         | Dura          | Alizé Cornet         | 6-2, 6-0      |
| 8.  | 22 de octubre de 2023 | Monastir         | Dura          | Jasmine Paolini      | 6-3, 6-0      |
| 9.  | 2 de febrero de 2025  | Singapur         | Dura (i)      | Ann Li               | 6-1, 6-4      |
| 10. | 15 de junio de 2025   | 's-Hertogenbosch | Hierba        | Elena-Gabriela Ruse  | 6-3, 7-6(4)   |

#### Finalista (6)
| N.º | Fecha                   | Torneos  | Superficie    | Oponente en la final | Resultado     |
| --- | ----------------------- | -------- | ------------- | -------------------- | ------------- |
| 1.  | 30 de abril de 2017     | Estambul | Tierra batida | Elina Svitólina      | 2-6, 4-6      |
| 2.  | 16 de agosto de 2020    | Praga    | Tierra batida | Simona Halep         | 2-6, 5-7      |
| 3.  | 15 de noviembre de 2020 | Linz     | Dura (i)      | Aryna Sabalenka      | 5-7, 2-6      |
| 4.  | 25 de abril de 2021     | Estambul | Tierra batida | Sorana Cîrstea       | 1-6, 6-7(3)   |
| 5.  | 13 de enero de 2024     | Hobart   | Dura          | Emma Navarro         | 1-6, 6-4, 5-7 |
| 6.  | 11 de enero de 2025     | Hobart   | Dura          | McCartney Kessler    | 4-6, 6-3, 0-6 |

### Dobles (22)
| Leyenda                                |
| -------------------------------------- |
| Grand Slam (5)                         |
| Juegos Olímpicos (0)                   |
| WTA Finals (1)                         |
| P. Mandatory & Premier 5, WTA 1000 (7) |
| Premier, WTA 500 (2)                   |
| International, WTA 250 (7)             |

| N.º | Fecha                    | Torneos              | Superficie    | Pareja               | Oponentes en la final                 | Resultado        |
| --- | ------------------------ | -------------------- | ------------- | -------------------- | ------------------------------------- | ---------------- |
| 1.  | 9 de enero de 2016       | Auckland             | Dura          | An-Sophie Mestach    | Danka Kovinić Barbora Strýcová        | 2-6, 6-3, [10-5] |
| 2.  | 23 de septiembre de 2017 | Guangzhou            | Dura          | Demi Schuurs         | Monique Adamczak Storm Sanders        | 6-2, 6-3         |
| 3.  | 13 de enero de 2018      | Hobart               | Dura          | Demi Schuurs         | Lyudmyla Kichenok Makoto Ninomiya     | 6-2, 6-2         |
| 4.  | 15 de abril de 2018      | Lugano               | Tierra batida | Kirsten Flipkens     | Vera Lapko Aryna Sabalenka            | 6-1, 6-3         |
| 5.  | 16 de junio de 2018      | 's-Hertogenbosch     | Hierba        | Demi Schuurs         | Kiki Bertens Kirsten Flipkens         | 3-3, ret.        |
| 6.  | 29 de septiembre de 2018 | Wuhan                | Dura          | Demi Schuurs         | Andrea Hlaváčková Barbora Strýcová    | 6-3, 6-3         |
| 7.  | 16 de marzo de 2019      | Indian Wells         | Dura          | Aryna Sabalenka      | Barbora Krejčíková Kateřina Siniaková | 6-3, 6-2         |
| 8.  | 31 de marzo de 2019      | Miami                | Dura          | Aryna Sabalenka      | Samantha Stosur Shuai Zhang           | 7-6(5), 6-2      |
| 9.  | 8 de septiembre de 2019  | Abierto de EE. UU.   | Dura          | Aryna Sabalenka      | Victoria Azarenka Ashleigh Barty      | 7-5, 7-5         |
| 10. | 25 de octubre de 2020    | Ostrava              | Dura (i)      | Aryna Sabalenka      | Gabriela Dabrowski Luisa Stefani      | 6-1, 6-3         |
| 11. | 19 de febrero de 2021    | Abierto Australia    | Dura          | Aryna Sabalenka      | Barbora Krejčíková Kateřina Siniaková | 6-2, 6-3         |
| 12. | 25 de abril de 2021      | Estambul             | Tierra batida | Veronika Kudermétova | Nao Hibino Makoto Ninomiya            | 6-1, 6-1         |
| 13. | 10 de julio de 2021      | Wimbledon            | Hierba        | Su-Wei Hsieh         | Veronika Kudermétova Elena Vesnina    | 3-6, 7-5, 9-7    |
| 14. | 16 de octubre de 2021    | Indian Wells         | Dura          | Su-Wei Hsieh         | Veronika Kudermétova Elena Rybakina   | 7-6(1), 6-3      |
| 15. | 19 de febrero de 2022    | Dubái                | Dura          | Veronika Kudermétova | Lyudmyla Kichenok Jeļena Ostapenko    | 6-1, 6-3         |
| 16. | 7 de noviembre de 2022   | WTA Finals           | Dura (i)      | Veronika Kudermétova | Barbora Krejčíková Kateřina Siniaková | 6-2, 4-6, [11-9] |
| 17. | 20 de mayo de 2023       | Roma                 | Tierra batida | Storm Hunter         | Cori Gauff Jessica Pegula             | 6-4, 6-4         |
| 18. | 24 de septiembre de 2023 | Guadalajara          | Dura          | Storm Hunter         | Gabriela Dabrowski Erin Routliffe     | 3-6, 6-2, [10-4] |
| 19. | 28 de enero de 2024      | Abierto de Australia | Dura          | Su-wei Hsieh         | Lyudmyla Kichenok Jeļena Ostapenko    | 6-1, 7-5         |
| 20. | 16 de marzo de 2024      | Indian Wells         | Dura          | Su-wei Hsieh         | Storm Hunter Kateřina Siniaková       | 6-3, 6-4         |
| 21. | 23 de junio de 2024      | Birmingham           | Hierba        | Su-wei Hsieh         | Miyu Kato Zhang Shuai                 | 6-1, 6-3         |
| 22. | 13 de julio de 2025      | Wimbledon            | Hierba        | Veronika Kudermétova | Jeļena Ostapenko Su-Wei Hsieh         | 3-6, 6-2, 6-4    |

#### Finalista (14)
| N.º | Fecha                    | Torneos          | Superficie    | Pareja               | Oponentes en la final                 | Resultado             |
| --- | ------------------------ | ---------------- | ------------- | -------------------- | ------------------------------------- | --------------------- |
| 1.  | 30 de abril de 2017      | Estambul         | Tierra batida | Nicole Melichar      | Dalila Jakupović Nadia Kichenok       | 6-7(6), 2-6           |
| 2.  | 23 de julio de 2017      | Bucarest         | Tierra batida | Demi Schuurs         | Irina-Camelia Begu Ioana Raluca Olaru | 3-6, 3-6              |
| 3.  | 24 de junio de 2018      | Birmingham       | Hierba        | Demi Schuurs         | Tímea Babos Kristina Mladenovic       | 6-4, 3-6, [8-10]      |
| 4.  | 18 de agosto de 2018     | Cincinnati       | Dura          | Demi Schuurs         | Lucie Hradecká Ekaterina Makarova     | 2-6, 5-7              |
| 5.  | 28 de septiembre de 2019 | Wuhan            | Dura          | Aryna Sabalenka      | Yingying Duan Veronika Kudermétova    | 6-7(3), 2-6           |
| 6.  | 17 de noviembre de 2021  | WTA Finals       | Dura          | Su-Wei Hsieh         | Barbora Krejčíková Kateřina Siniaková | 3-6, 4-6              |
| 7.  | 25 de febrero de 2022    | Doha             | Dura          | Veronika Kudermétova | Cori Gauff Jessica Pegula             | 6-3, 5-7, [5-10]      |
| 8.  | 3 de abril de 2022       | Miami            | Dura          | Veronika Kudermétova | Laura Siegemund Vera Zvonareva        | 6-7(3), 5-7           |
| 9.  | 11 de junio de 2022      | 's-Hertogenbosch | Hierba        | Veronika Kudermétova | Ellen Perez Tamara Zidanšek           | 3-6, 7-5, [10-12]     |
| 10. | 19 de junio de 2022      | Birmingham       | Hierba        | Shuai Zhang          | Lyudmyla Kichenok Jeļena Ostapenko    | w/o                   |
| 11. | 10 de julio de 2022      | Wimbledon        | Hierba        | Shuai Zhang          | Barbora Krejčíková Kateřina Siniaková | 2-6, 4-6              |
| 12. | 16 de julio de 2023      | Wimbledon        | Hierba        | Storm Sanders        | Su-Wei Hsieh Barbora Strýcová         | 5-7, 4-6              |
| 13. | 4 de mayo de 2025        | Madrid           | Tierra batida | Veronika Kudermetova | Sorana Cîrstea Anna Kalinskaya        | 7-6(10), 2-6, [10-12] |
| 14. | 18 de mayo de 2025       | Roma             | Tierra batida | Veronika Kudermetova | Sara Errani Jasmine Paolini           | 4-6, 5-7              |

## Títulos WTA 125s

### Dobles (1)
| N.º | Fecha                   | Torneos | Superficie | Pareja        | Oponentes                  | Resultado |
| --- | ----------------------- | ------- | ---------- | ------------- | -------------------------- | --------- |
| 2.  | 20 de noviembre de 2016 | Limoges | Dura       | Mandy Minella | Anna Smith Renata Voráčová | 6-4, 6-4  |